# Giuseppe Pellegrini (Bischof)

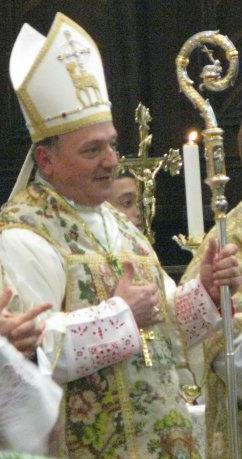
Bischof Giuseppe Pellegrini (2012)

Bischofswappen

Giuseppe Pellegrini (* 10. November 1953 in Monteforte d’Alpone, Provinz Verona) ist ein italienischer römisch-katholischer Geistlicher und Bischof von Concordia-Pordenone.

## Leben
Giuseppe Pellegrini empfing am 2. Juni 1979 durch den Bischof von Verona, Giuseppe Amari, das Sakrament der Priesterweihe.
Am 25. Februar 2011 ernannte ihn Papst Benedikt XVI. zum Bischof von Concordia-Pordenone. Der Bischof von Verona, Giuseppe Zenti, spendete ihm am 26. März desselben Jahres die Bischofsweihe; Mitkonsekratoren waren der emeritierte Bischof von Concordia-Pordenone, Ovidio Poletto, und der Bischof von Palestrina, Domenico Sigalini. Die Amtseinführung erfolgte am 10. April 2011.